# SiM (együttes)
A SiM (シム) (korábban Silence iz Mine) japán rockegyüttes, melyet 2004-ben alapítottak Kanagavában.

## Az együttes tagjai
▪︎MAH （マー）ének
Az együttes egyik alapító tagja. Kettéosztott haja van, és általában szoros pólóinget visel nyakkendővel és skinny farmerrel. A kanagava prefektúrai Fudzsiszava város Cudzsidó negyedében született.
▪︎SHOW-HATE （ショウヘイト）gitár

2006-ban csatlakozott az együtteshez. Gitárja egy Schecter „signature model”.
▪︎SIN （シン）basszusgitár
2009-ben csatlakozott az együtteshez támogató tagként. Mahhoz hasonlóan ő is Cudzsidóban született. Általában egy Fender Jazz Bass-en játszik.
▪︎GODRi （ゴリ）dobok
2009-ben csatlakozott az együtteshez. 1986. június 24-én született a hjógo prefektúrai Himedzsi városában.

## Az együttes története
- 2004

Az akkor még háromtagú együttes 2004-ben alakult Silence iz Mine (a SiM ennek a rövidítése) néven a kanagava prefektúrai Sónanban MAH vezetésével.
- 2006

2006-ban csatlakozott az együttes SHOW-HATE gitáros.
- 2008

2008-ban megjelent a zenekar bemutatkozó nagylemeze Silence iz Mine címmel.
Részt vettek a Kiotó dai szakuszen zenei fesztiválon.
- 2009

2009-ben csatlakozott az együtteshez GODRi dobos, így létrehozva a zenekar jelenlegi felállását.
- 2010

Megjelent az Anthem című nagylemezük, amely kizárólag a Tower Records üzleteiben volt kapható. SHOW-HATE agyi érkatasztrófát szenvedett, lemondták az együttes fellépéseit, majd SHOW-HATE helyére felépülésnek idejéig ONO-SHiT, a Wrong City gitárosa lépett támogató tagként.
Október 6-án megjelent az együttes első középlemeze LIVING IN PAiN címmel.
- 2011

Megjelent az együttes második stúdióalbuma SEEDS OF HOPE címmel.
- 2012

LiFE and DEATH címmel megjelent a második középlemezük.
Részt vettek a Summer Sonic zenei fesztiválon.
- 2013

A coldrainnel karöltve részt vettek a „Monster Energy Outburn Tour 2013” elnevezésű koncertsorozaton.
Leszerződtek a Universal Musickal, első nagykiadós kislemezük április 3-án jelent meg EViLS címmel.
Október 23-án PANDORA címmel megjelent első nagykiadós stúdióalbumuk, amely az ötödik helyezést érte el az Oricon heti eladási listáján.
- 2014

Szólókoncertet adtak a Shinkiba Studio Coastban.
Megjelent az együttes második DVD-je a megalakításuk tizedik évfordulójának megünneplésenként.
i AGAINST i címmel megjelent a harmadik középlemezük.

## Diszkográfia

### Videóklipek
| Rendező        | Cím                                                                        |
| Ikeda Kei      | Rosso & Dry, Same Sky, Life is Beautiful                                   |
| Inni Vision    | Blah Blah Blah, PANDORA, WHO'S NEXT, GUNSHOTS, Fallen Idols, MAKE ME DEAD! |
| Ugichin        | JACK.B, ANTHEM                                                             |
| jiei Mogi      | Get Up, Get Up from DUSK and DAWN, EXiSTENCE                               |
| Szuzuki Daisin | CROWS                                                                      |
| maxilla        | KiLLiNG ME, Amy                                                            |